# Мариинский дворец (Киев)
Марии́нский дворе́ц (укр. Маріїнський палац) — двухэтажный дворец в Киеве на высоком правом берегу Днепра в исторической местности Печерск. Находится рядом со зданием Верховной Рады и является церемониальной резиденцией Президента Украины.

## История
Дворец в Царском саду был заложен по заказу императрицы Елизаветы Петровны в 1744 году. Проект в стиле барокко был разработан её придворным архитектором Бартоломео Растрелли. Под руководством костромича Ивана Мичурина, а также группы других архитекторов дворец был возведён к 1752 году.
Заказчица не успела посетить дворец. Первой царской особой, остановившейся в Мариинском дворце, была Екатерина II, посетившая Киев в 1787 году. Здесь она принимала 14 февраля венесуэльского политического деятеля Франсиско Миранду.
В конце XVIII века и в начале XIX века дворец был резиденцией киевского генерал-губернатора. В начале XIX века Царский дворец сгорел в результате серии пожаров. Полвека спустя, в 1870 году, Александр II поручил архитектору Карлу Маевскому реконструировать дворец, исходя из старых планов и картин. Проект отопления и вентиляции дворца выполнил инженер Ф. Р. Гешвенд. В работах по отделке дворца принимал участие архитектор М. А. Канилле. После восстановления был переименован в Мариинский в честь императрицы Марии Александровны. По её желанию, у южной стороны дворца был разбит большой парк.
Во время Первой мировой войны в Мариинский дворец переехала мать императора Николая II — вдовствующая императрица Мария Федоровна, которая курировала отправку санитарных поездов и лечение прибывших раненых. Она провела там два года вплоть до отречения своего сына императора Николая II, о чём узнала во дворце.
Мариинский дворец считался резиденцией для посещающих Киев членов императорской семьи до 1917 года.
Во время Гражданской войны Мариинский дворец использовался как военный штаб. В поздних 1920-х годах здание принадлежало сельскохозяйственной школе, позже стало музеем. Во время Великой Отечественной войны дворец сильно пострадал и был отреставрирован в конце 1940-х годов. Ещё одна крупная реставрация была произведена в 1980-е годы.
С 2007 года до января 2018 года дворец находился на реконструкции. Первым мероприятием после завершения ремонта стал ежегодный дипломатический приём президента Украины Петра Порошенко с участием глав дипломатических представительств иностранных государств и международных организаций, аккредитованных на Украине.

## Галерея
- Парковый фасад
- Белый зал
- Общий вид
- Фото 1888 года
- Фото 1911 года